# ماگدالنا گراف
ماگدالنا گراف (به انگلیسی: Magdalena Graaf) (زاده ۲ سپتامبر ۱۹۷۵) مدل، خواننده سوئدی است.